# کلارنس واکر
کلارنس واکر (انگلیسی: Clarence Walker; ۱۳ دسامبر ۱۸۹۸ – ۳۰ آوریل ۱۹۵۷) بوکسور اهل آفریقای جنوبی بود.
وی در مسابقات کشوری و بین‌المللی در مجموع برندهٔ ۱ مدال طلا شده‌است.